# Phloeonotus humilis
Phloeonotus humilis är en insektsart som först beskrevs av Gerstaecker 1869.  Phloeonotus humilis ingår i släktet Phloeonotus och familjen torngräshoppor. Inga underarter finns listade i Catalogue of Life.